# Hanazuki
Le Hanazuki (花月) était un destroyer de classe Akizuki en service dans la Marine impériale japonaise pendant la Seconde Guerre mondiale.

## Historique
Il survit à la guerre amarré dans un port à l'ouest de la mer intérieure. Il est désarmé le 5 octobre 1945. 
En juin 1947, le Hanazuki est remis aux États-Unis sous le nom de « DD-934 », où il est coulé comme cible au large des îles Gotō, au Japon, le 3 février 1948.